# Imen Aguar
Imen Aguar –en árabe, إيمان أغوار– (nacida el 22 de noviembre de 1993) es una deportista argelina que compite en judo. Ganó seis medallas en el Campeonato Africano de Judo entre los años 2013 y 2018.

## Palmarés internacional
| Campeonato Africano | Campeonato Africano       | Campeonato Africano | Campeonato Africano |
| Año                 | Lugar                     | Medalla             | Categoría           |
| ------------------- | ------------------------- | ------------------- | ------------------- |
| 2013                | Maputo (Mozambique)       | Medalla de plata    | –63 kg              |
| 2014                | Puerto Louis (Mauricio)   | Medalla de oro      | –63 kg              |
| 2015                | Libreville (Gabón)        | Medalla de plata    | –63 kg              |
| 2016                | Túnez (Túnez)             | Medalla de bronce   | –63 kg              |
| 2017                | Antananarivo (Madagascar) | Medalla de plata    | –70 kg              |
| 2018                | Túnez (Túnez)             | Medalla de bronce   | –63 kg              |